# Ramulus lianxianense
Ramulus lianxianense är en insektsart som först beskrevs av Chen, S.C., Y.H. He och Z. Chen 2000.  Ramulus lianxianense ingår i släktet Ramulus och familjen Phasmatidae. Inga underarter finns listade i Catalogue of Life.